# Henry Selick
Charles Henry Selick (født 30. november 1952) er en amerikansk filminstruktør og producer. Henry Selick er mest kendt for at instruere stop motion-film såsom The Nightmare Before Christmas, Jimmy og den store fersken, Coraline og den hemmelige dør og den kommende Wendell og Wild med Jordan Peele og Keegan-Michael Key. I dag bor han sammen med sin kone og har to børn.

## Filmografi
| År   | Titel                          | Krediteret som | Krediteret som | Krediteret som | Note(r)               |
| År   | Titel                          | Instruktør     | Producer       | Forfatter      | Note(r)               |
| ---- | ------------------------------ | -------------- | -------------- | -------------- | --------------------- |
| 1993 | The Nightmare Before Christmas | Ja             | Nej            | Nej            | Skrevet af Tim Burton |
| 1996 | Jimmy og den store fersken     | Ja             | Ja             | Nej            |                       |
| 2001 | Monkeybone                     | Ja             | Executive      | Nej            |                       |
| 2009 | Coraline og den hemmelige dør  | Ja             | Ja             | Ja             |                       |
| 2021 | Wendell og Wild                | Ja             | Ja             | Ja             | Post-produktion       |

### Kortfilm
| År   | Titel                            | Krediteret som | Krediteret som | Krediteret som | Note(r)           |
| År   | Titel                            | Instruktør     | Forfatter      | Producer       | Note(r)           |
| ---- | -------------------------------- | -------------- | -------------- | -------------- | ----------------- |
| 1981 | Seepage                          | Ja             | Ja             | Nej            |                   |
| 1991 | Slow Bob in the Lower Dimensions | Ja             | Ja             | Ja             |                   |
| 2005 | Moongirl                         | Ja             | Ja             | Nej            | Også stemmelægger |